# Paolo Bellardito
Paolo Bellardito foi um prelado católico romano que serviu como bispo de Lipari (1580–1585).

## Biografia
A 17 de outubro de 1580, Paolo Bellardito foi nomeado Bispo de Lipari durante o papado de Gregório XIII. No dia 28 de outubro de 1580, foi consagrado bispo por Giovanni Antonio Facchinetti de Nuce, Patriarca Titular de Jerusalém com Bartolomeo Ferratini, Bispo Emérito de Amelia, e Giovanni Battista Soriani, Bispo de Bisceglie, servindo como co-consagradores.
Ele serviu como Bispo de Lipari até à sua renúncia em 1585.